# Alterswil
Alterswil  is een plaats en voormalige gemeente in het Zwitserse kanton Fribourg, en maakt deel uit van het district Sense. Alterswil telt 2.029 inwoners.

## Geschiedenis
Op 1 januari 2021 werden Alterswil en Sankt Antoni opgenomen in de gemeente Tafers.

## Geboren
- Otto Piller (1942-), politicus